# Turismo in Ungheria
Vi è una lunga storia del turismo in Ungheria, e l'Ungheria è stata la tredicesima destinazione turistica più visitata al mondo nel 2002. Il turismo è aumentato di quasi il 7% tra il 2004 e il 2005. I visitatori europei costituiscono oltre il 98% dei turisti nel Paese. Il maggior numero di visitatori proviene da Austria, Germania e Slovacchia, tramite viaggi in auto e rimanendo per un breve periodo di tempo. La stagione turistica dell'Ungheria va da aprile a ottobre. Luglio e agosto sono i migliori per fare una visita. Budapest è la destinazione turistica più popolare del paese.

## Turismo a Budapest

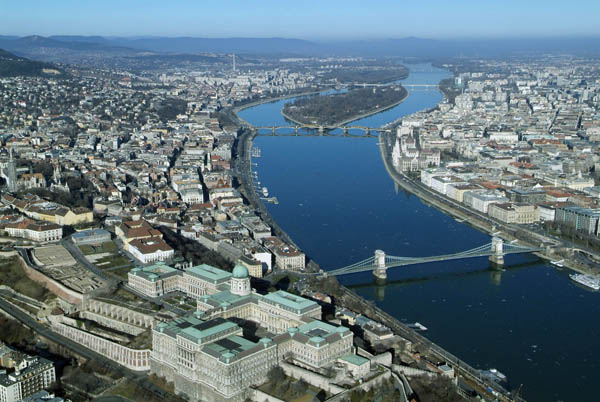
Veduta di Budapest

Budapest è diventata una delle attrazioni turistiche più apprezzate dell'Europa centrale negli anni '90. Le attrazioni della città includono il Castello di Buda, che ospita diversi musei tra cui la Galleria nazionale ungherese, la Chiesa di Mattia, il Palazzo del Parlamento e il Parco della Città. La città ha molti musei, tre teatri dell'opera e bagni termali. Il Castello di Buda, le rive del Danubio e l'intero viale Andrássy sono stati riconosciuti Patrimonio dell'umanità dall'UNESCO.
L'Ungheria ha circa 1 300 sorgenti termali, un terzo delle quali viene utilizzato come spa in tutto il paese. La maggior parte dei bagni offre trattamenti medici, massaggi e pedicure. Le acque termali ungheresi e la cultura termale vengono pubblicizzate ai turisti. Solo Francia, Giappone, Bulgaria, Islanda e Italia hanno una capacità di acqua termale simile. Budapest si trova su una faglia geologica che separa le colline di Buda dalle pianure. Più di 30 000 metri cubi di acqua minerale calda (da 21° a 76°C) sgorgano da 118 sorgenti termali e alimentano le terme della città. Le terme ungheresi sono utilizzate da 2000 anni per purificare, rilassare e alleviare dolori. I romani furono i primi ad utilizzare le acque termali ungheresi nel I secolo, quando costruirono bagni sulle rive del fiume Danubio. Alcuni dei bagni della città risalgono all'epoca ottomana mentre altri sono moderni. Le terme più famose di Budapest furono costruite all'inizio del XIX secolo.
Ci sono duecento grotte conosciute sotto Budapest, alcune delle quali possono essere visitate dai turisti. La grotta di stalattiti di Pálvölgy è un grande e spettacolare labirinto. Scoperto nel 1900, è il più grande dei sistemi di grotte nelle colline di Buda. Al contrario, la grotta di Szemlohegy non ha stalattiti e ha meno passaggi rispetto alla grotta di Pálvölgy. Le pareti di questa grotta sono incrostate di precipitati formati dall'acqua calda che dissolve i sali minerali. L'aria è molto pulita e permette alla grotta di essere utilizzata come sanatorio respiratorio. La grotta di Matyas, nella periferia della città, ha una sezione a vespaio chiamata il "sandwich della morte".

## Turismo regionale

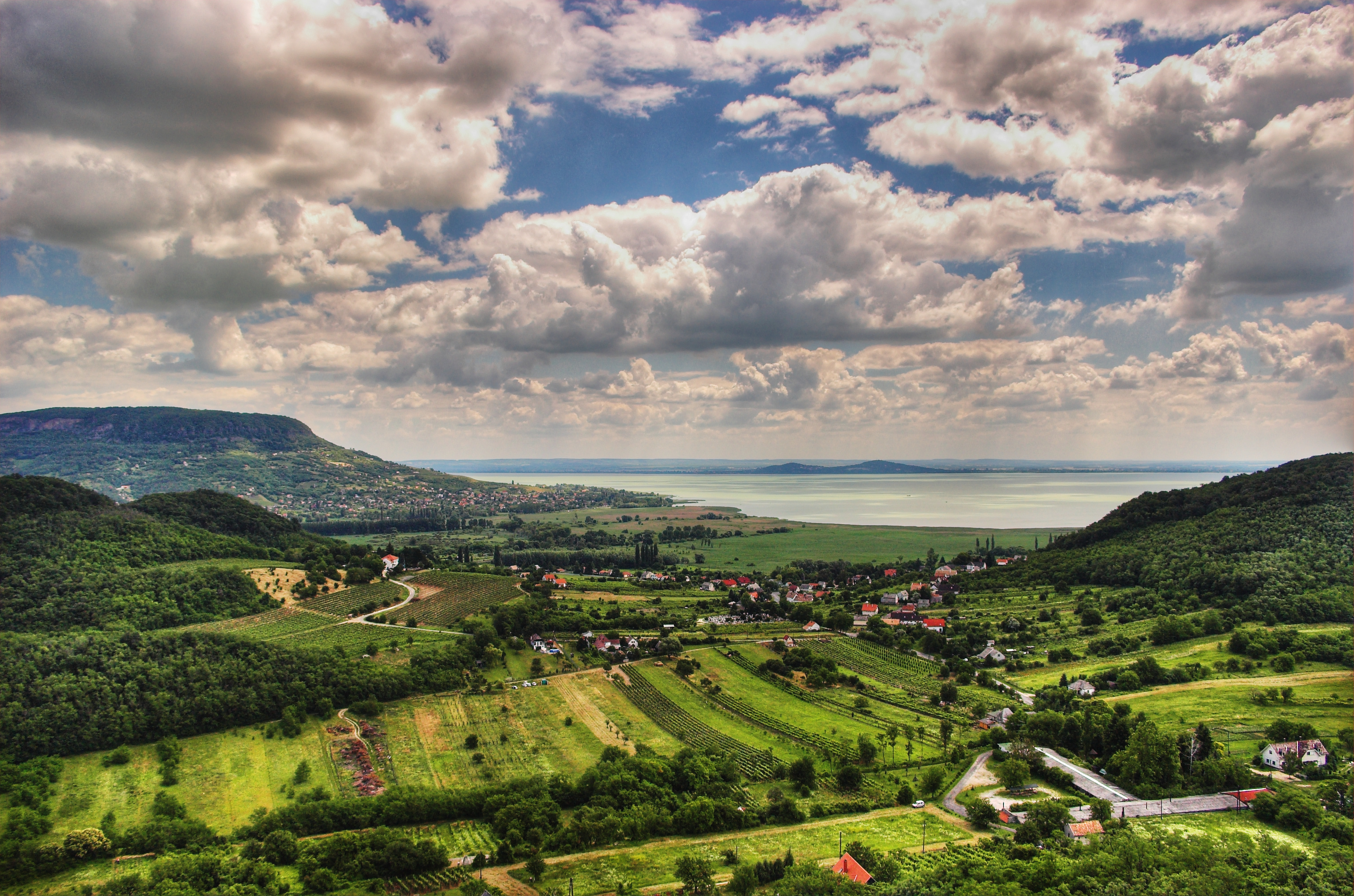
Lago Balaton

Il lago Balaton nell'Ungheria occidentale è il più grande lago d'acqua dolce dell'Europa centrale. È la seconda destinazione turistica più importante in Ungheria, con 2,5 milioni di turisti che l'hanno visitata nel 1994. Altre attrazioni turistiche in Ungheria includono terme, eccellenti strutture per vacanze e attrazioni culturali come i villaggi della Grande pianura ungherese e i tesori d'arte che si trovano a Budapest. L'Ungheria ha oltre 400 campeggi e più di 2 500 km di piste ciclabili dedicate nel paese. La pesca è diffusa in Ungheria e quasi la metà dei 130 000 ettari di fiumi e laghi del paese sono utilizzati dai pescatori. Il paese ha eccellenti opportunità per il birdwatching, l'equitazione e la caccia.

## Regioni per turismo
Secondo l'Istituto centrale di statistica dell'Ungheria, nel 2016 in Ungheria sono stati registrati 27 695 465 pernottamenti, con una variazione del +7,0% rispetto al 2015.
| # | Regione turistica             | Immagine | Numero di pernottamenti (2016) | Quota di pernottamenti (2016) | Variazione (2015/2016) |
| - | ----------------------------- | -------- | ------------------------------ | ----------------------------- | ---------------------- |
| 1 | Budapest e Ungheria Centrale  |          | 10 580 125                     | 38,2%                         | +7,0%                  |
| 2 | Lago Balaton                  |          | 5 391 597                      | 19,5%                         | +6,2%                  |
| 3 | Transdanubio Occidentale      |          | 3 024 201                      | 10,9%                         | +5,1%                  |
| 4 | Ungheria Settentrionale       |          | 2 268 372                      | 8,2%                          | +5,6%                  |
| 5 | Grande Pianura Settentrionale |          | 2 090 607                      | 7,5%                          | +7,5%                  |
| 6 | Grande Pianura Meridionale    |          | 1 709 755                      | 6,2%                          | +6,2%                  |
| 7 | Transdanubio Centrale         |          | 1 165 305                      | 4,2%                          | +15,4%                 |
| 8 | Transdanubio Meridionale      |          | 1 148 375                      | 4,1%                          | +12,2%                 |
| 9 | Lago del Tibisco              |          | 317 128                        | 1,1%                          | +2,5%                  |

## Arrivi per nazione
La maggior parte dei visitatori che soggiornano in Ungheria a breve termine (esclusi i visitatori che soggiornano al di fuori degli alloggi commerciali e i visitatori in gite giornaliere) provengono dai seguenti paesi di nazionalità:
| #  | Paese       | 2015    | 2016    |
| -- | ----------- | ------- | ------- |
| 1  | Germania    | 548 173 | 553 570 |
| 2  | Regno Unito | 351 165 | 376 573 |
| 3  | Austria     | 297 103 | 319 904 |
| 4  | Romania     | 250 750 | 283 496 |
| 5  | Stati Uniti | 268 766 | 275 314 |
| 6  | Rep. Ceca   | 238 455 | 273 165 |
| 7  | Polonia     | 245 928 | 267 257 |
| 8  | Italia      | 251 210 | 258 858 |
| 9  | Slovacchia  | 169 982 | 198 061 |
| 10 | Francia     | 163 638 | 168 136 |